# Nepenthes mantalingajanensis
Nepenthes mantalingajanensis ist eine Kannenpflanzenart aus der Familie der Kannenpflanzengewächse (Nepenthaceae). Die auf den Philippinen heimische Art wurde 1992 entdeckt von den Botanikern G. C. G. Argent und E. M. Romero und erst 2007 erstbeschrieben.

## Beschreibung

### Habitus
Nepenthes mantalingajanensis ist eine meist als bodenständige Rosette wachsende und 20 bis 40 Zentimeter hohe, selten bis zu 300 Zentimeter hoch kletternde Pflanze.
Die Sprossachse ist rund 1 Zentimeter dick und zylindrisch. Die lederigen Blätter werden aus einer 15 bis 25 Zentimeter langen und 5 bis 6 Zentimeter breiten, breit-lanzettlichen, scheinbaren Blattspreite gebildet, die aber im strengen Sinne nur einen umgebildeten Blattgrund darstellt. Dieser wird geteilt von einer Mittelrippe, ab ihrem Ansatz verlaufen zu ihr parallel je 2 Seitenrippen.
Die an der Spitze des Blattgrundes herauswachsende Ranke ist 25 bis 40 Zentimeter lang und rund 3 Millimeter dick, sie geht an ihrem Ende in den Boden der Kanne über, erst diese ist dann die eigentliche Blattspreite.

### Kannen
Die gelbgrünen bis blassroten, rundlich bis umgekehrt-eiförmigen, lederigen Kannen sind 15 bis 20 Zentimeter, in Ausnahmefällen bis zu 25 Zentimeter hoch und rund 8 Zentimeter breit, ihre Innenseite ist vollständig drüsig.
Sie haben gelegentlich zwei fransige Flügel, die vom Peristom (dem Rand der Kannenöffnung) abwärts über ein Drittel der Kannenhöhe verlaufen und sich danach als schmale Rippen bis zum Kannenansatz fortsetzen. Wenn die Flügelleiste fehlt, ist sie auf die Rippe reduziert.
Die horizontal weisende Kannenöffnung ist rund. Das fein gerippte, 2 bis 2,5 Zentimeter breite Peristom ist zylindrisch, die Rippen stehen in 1 bis 2 Millimeter Entfernung zueinander, die Zähne des Innenrandes sind 2 bis 4 Millimeter lang, erreichen am Hals (der Verbindung zwischen Kanne und Deckel) allerdings Längen bis 10 Millimeter.
Der Deckel ist rund bis herzförmig mit einem Durchmesser von 6 bis 7 Zentimetern und an der Oberfläche (ausgenommen nahe der Mittelrippe) mit feinen Drüsen besetzt. Von seiner Mittelrippe gehen pro Seite drei Seitenrippen ab.

### Blüten, Früchte und Samen
Wie alle Kannenpflanzen ist auch Nepenthes mantalingajanensis zweihäusig, das heißt, eine Pflanze ist entweder weiblich oder männlich, nie aber zwittrig.
Die männlichen Blütenstände sind Trauben, der Blütenstängel ist 30 bis 35 Zentimeter lang und 5 bis 6 Millimeter dick. Die Blütenstiele tragen 8 bis 10 Millimeter lange Einzelblüten, oftmals mit 1 Millimeter langen Tragblättern am Ansatz. Das Perigon besteht aus vier ovalen Blütenhüllblättern, die eine Länge von rund 3 Millimetern und eine Breite von rund 2 Millimetern erreichen. Die weiblichen Blütenstände sind Trauben, der Blütenstängel ist 30 bis 35 Zentimeter lang und 5 bis 6 Millimeter dick.
Die Blütenstiele der unteren Blüten sind 12 Millimeter lang, die der oberen 6 Millimeter. Die Kapselfrüchte sind 12 Millimeter lang und 5 Millimeter dick, die Samen 3 bis 4 Millimeter lang. Frisch aufgeblühte Blüten sind gelb-grün und später vollständig tiefrot.

## Verbreitung und Ökologie

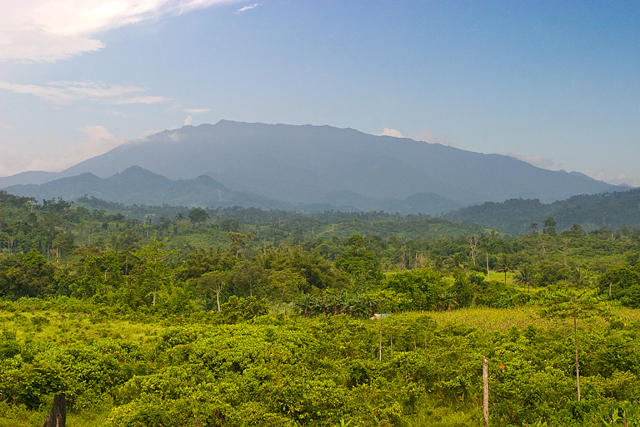
Der Mantalingajan in Palawan

Nepenthes mantalingajanensis ist ausschließlich vom Mantalingajan-Berg in Palawan auf den Philippinen von Höhenlagen um 2000 m bekannt.
Die Pflanzen wachsen dort meist in offener Vegetation, mit einer Wuchshöhe von nicht mehr als 1 Meter, vergesellschaftet mit Gräsern und Rhododendron-Arten.

## Botanische Geschichte und Systematik
Erstmals entdeckt wurde die Art 1992 durch George Argent und E. M. Romero, erst 2007 von Joachim Nerz und Andreas Wistuba wurde sie erstbeschrieben, nachdem sie lange als „Nepenthes spec. Palawan 1“ geführt worden war; das Epitheton verweist auf die Heimat der Art.
Seiner geographischen Verbreitung gemäß gilt Nepenthes mantalingajanensis als systematisches Bindeglied zwischen den philippinischen Arten und jenen Borneos. Die nächsten Verwandten der Art sind Nepenthes rajah in Borneo und Nepenthes mira auf den Philippinen.

## Nachweise
1. 1 2 3 4 5 6 7 8 9 10 11 12 13 14 15  Joachim Nerz, Andreas Wistuba: Nepenthes mantalingajanensis (Nepenthaceae), eine bemerkenswerte neue Spezies aus Palawan (Philippinen). In: Das Taublatt. Heft 3, 2007, ISSN 0942-959X, S. 17–25.

## Weiterführende Literatur
- Stewart McPherson: Pitcher plants of the Old World. Edited by Alastair Robinson and Andreas Fleischmann. 2 Bände. Redfern Natural History Productions, Poole 2009.
- Alastair S. Robinson, Andreas S. Fleischmann, Stewart R. McPherson, Volker B. Heinrich, Elizabeth P. Gironella, Cemencio Q. Peña: A spectacular new species of Nepenthes L. (Nepenthaceae) pitcher plant from central Palawan, Philippines. In: Botanical Journal of the Linnean Society. Bd. 159, Nr. 2, 2009, ISSN 0024-4074, S. 195–202, doi:10.1111/j.1095-8339.2008.00942.x.